# 대한민국의 초등학교
대한민국의 초등학교(初等學校) 교육은 2월에 새학기가 결정이 되어 3월 1일에 시작하고 이듬 해 2월 말일 내지는 1월에 끝난다. 다만, 3월 1일이 삼일절로 공휴일이기 때문에 실제로는 그 후 첫 번째 평일에 입학식과 함께 교육 과정이 시작되며, 입학식을 치르고 나면 정식으로 초등학생이 된다. 초등교육 과정은 의무 교육으로 정해져 있다.
계절에 따라 여름과 겨울에 각각 약 1개월~2개월의 여름방학과 겨울방학이 있고, 학년 말에 보통 2주의 학년 말 방학이 있으며, 한 학년은 2학기로 구분된다.

## 개요

### 총괄
2003년 기준으로 국립 17개 교, 공립 5,370개 교, 사립 76개 교로 총 5,463개의 초등학교가 있다. 학생 수는 남자 2,213,712명, 여자 1,961,914명 등 모두 4,175,626명으로 2000년보다 155,635명이 증가했다.
인구가 집중된 대도시의 과밀학급 문제는 상당히 개선되었지만, 대도시의 신도심과 신도시 지역 등에는 인구 과밀과 불균형 때문에 학년당 6개 학급을 초과하는 과대 규모 학교가 많아서 초등학생들이 운동과 놀이를 할 운동장이 상대적으로 협소한 문제는 여전하다. 반면, 대도시의 원도심이나 농어촌 지역에서는 저출산과 인구 이동에 따른 인구 감소 때문에 의무 교육 적령 아동 역시 감소 추세에 있고, 학년당 1개 학급도 유지되지 못하는 학교들의 통합과 폐교(廢校)가 계속되고 있다.

## 명칭 및 역사
근대 교육 이후의 초등교육기관에는 학사나 학당이라는 명칭이 쓰인 동시에 대한제국 시기에는 공립 소학교 중심으로 소학교도 설치되었다. 1894년 7월 학무아문 고시를 통해 신분 차별을 없앤 교육 기회 개방, 학령 개념의 도입, 학기제 운영, 전문적 교원 양성 등의 근대적 형식을 갖춘 소학교 설립 계획이 반포되었고, 1895년 학무아문이 학부로 재편된 후 학부에 의해 7월 19일 소학교령이 공포되었다. 대한제국의 소학교는 1895년에 서울의 관립 소학교 설립을 시작으로 공립 소학교와 사립 소학교가 전국적으로 설립되었다. 1896년 대한제국에서 발행한 관보 제434호에 따르면, 대한제국 정부는 전국 각 지방에 36개 공립 소학교를 설치하였다. 또, 대한제국 정부는 사립 소학교에 재정 지원을 하고 지방장관 감독을 받도록 했다.
1896년 공립 소학교 수는 전체 38개였고, 소학교 교원은 한성사범학교를 통해 임용했다. 소학교 교과목은 심상과(尋常科)의 경우 필수 과목으로 수신, 독서, 작문, 습자, 산술, 체조 등이 있었고, 선택 과목으로 본국 지리, 본국 역사. 도화, 외국어 등이 있었다. 고등과의 경우는 수신, 습자, 산술, 본국 지리, 본국 역사, 외국 역사, 이과, 도화, 체조 등이 있었으나. 대부분의 소학교에는 고등과가 설치되지 않았다. 교과서는 수신·독서, 작문을 위한 소학·역사·지리 등의 편찬 교과서와 일본 교과서를 번역·수정한 산술 교과서를 사용했다.
1906년 8월에는 일본 제국의 통감부에 의해서 기존의 조선인의 위한 소학교의 명칭이 모두 보통학교로 바뀌었고, 조선에 거주하는 일본인을 위한 초등교육기관만 일본 본토 학제를 따른 소학교로 칭했다. 이 후 보통학교 명칭이 1938년에는 심상 소학교로 바뀌고, 다시 1941년 일제에서 국민학교령이 반포됨에 따라 국민학교로 통일되었다.
1945년 해방 직후부터 한국어를 수업했다. 대한민국에서는 국민학교라는 이름이 유지되었으나 한편 일본은 미군정기에 소학교로 명칭을 재변경하였다.
1996년 3월 1일부터 국민학교의 명칭을 초등학교로 바꾸어 현재에 이른다. 이는 국민학교의 명칭이 1941년 일제 칙령에 의해 바뀌었고 군국주의적 색채가 있다는 지적에 따른 것으로, 구 총독부 건물 철거와 함께 일제의 잔재를 청산하는 시도로 이루어졌다.

## 구분

### 공립
공립초등학교는 집 근처에 한 두개씩 있는 보통의 초등학교다. 
대부분의 아이들이 진학하며, 취학 연령대가 되면 관할  읍·면·동 행정복지센터에서 취학통지서를 보낸다.
공립 초등학교는 각 지방자치단체가 설립하고 운영하는 학교로, 비용 전액을 모두 나랏돈으로 지원받는다.
교사들은 교대 또는 대학교 초등교육과를 졸업하고 임용고시를 통과한 교육공무원 국가 고시에서 합격한 자가 재직한다.

### 사립
사립 초등학교는 개인 또는 학교법인이라든가 공공단체 이외의 법인 또는 개인이 설립 하고 경영하는 학교로, 종교기관에서 설립한 경우도 있다.

### 국립
나라에서 설립해 운영하는 초등학교로, 보통 OO교대 부설 초등학교로 명칭 되는 곳이다.
국립 초등학교의 경우 보통 지역의 교육대학교(교대)에 소속되어 있어 교대가 있는 지역만 국립초등학교가 있다.

## 교육 과정

초등학교의 공개수업 (서울광장초등학교, 2006년)

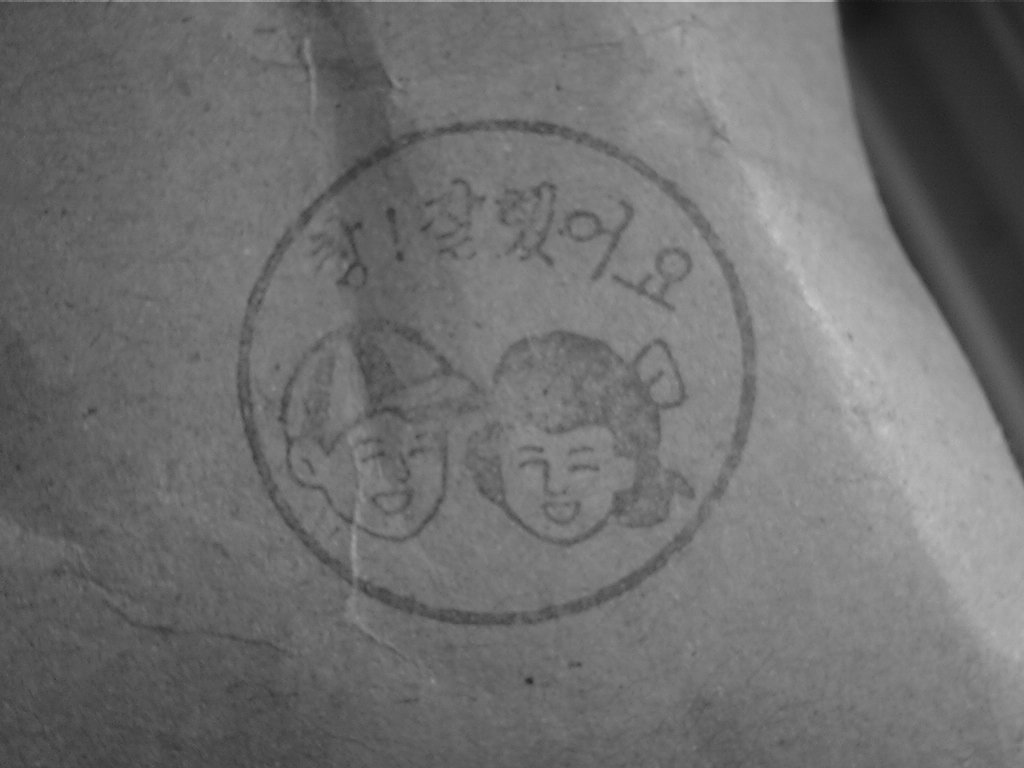
'참 잘했어요' 도장.

## 통계
| 연도   | 학교 수 | 학급 수 | 학생 수   | 교원 수 | 입학자 수 |
| ------ | ------- | ------- | --------- | ------- | --------- |
| 1962년 | ?       | ?       | 4,089,152 | ?       | ?         |
| 1965년 | 5,125   | 75,603  | 4,941,365 | 79,164  | ?         |
| 1970년 | 5,961   | 92,596  | 5,749,301 | 101,095 | ?         |
| 1975년 | 6,367   | 98,684  | 5,599,074 | 108,126 | ?         |
| 1980년 | 6,487   | 102,852 | 5,658,002 | 119,064 | ?         |
| 1985년 | 6,519   | 108,753 | 4,856,752 | 126,785 | ?         |
| 1990년 | 6,335   | 117,583 | 4,868,520 | 163,800 | ?         |
| 1995년 | 5,772   | 107,183 | 3,905,163 | 138,369 | ?         |
| 1999년 | 5,544   | 111,184 | 3,935,537 | 137,577 | 717,766   |
| 2000년 | 5,267   | 112,437 | 4,019,991 | 140,000 | 669,609   |
| 2001년 | 5,322   | 115,015 | 4,089,429 | 142,715 | 687,047   |
| 2002년 | 5,384   | 118,502 | 4,138,366 | 147,497 | 686,315   |
| 2003년 | 5,463   | 123,008 | 4,175,626 | 154,075 | 663,100   |
| 2004년 | 5,541   | 125,278 | 4,116,195 | 157,407 | 656,972   |
| 2005년 | 5,646   | 126,326 | 4,022,801 | 160,143 | 624,511   |
| 2006년 | 5,733   | 127,161 | 3,925,043 | 163,645 | 607,902   |
| 2007년 | 5,756   | 126,681 | 3,829,998 | 167,182 | 610,769   |
| 2008년 | 5,813   | 125,935 | 3,672,207 | 172,190 | 540,799   |
| 2009년 | 5,829   | 124,892 | 3,474,395 | 175,068 | 469,592   |
| 2010년 | 5,854   | 123,933 | 3,299,094 | 176,754 | 476,291   |
| 2011년 | 5,882   | 122,866 | 3,132,477 | 180,623 | 457,957   |
| 2012년 | 5,895   | 121,393 | 2,951,995 | 181,435 | 422,242   |
| 2013년 | 5,913   | 119,896 | 2,784,000 | 181,585 | 436,621   |
| 2014년 | 5,934   | 119,894 | 2,728,509 | 182,672 | 479,305   |
| 2015년 | 5,978   | 120,063 | 2,714,610 | 182,658 | 455,679   |
| 2016년 | 6,001   | 119,547 | 2,672,843 | 183,452 | 435,220   |
| 2017년 | 6,040   | 120,152 | 2,674,227 | 184,358 | ?         |
| 2018년 | 6,064   | 121,818 | 2,711,385 | 186,684 | ?         |

## 취학 연령
초등학교의 취학 연령에 관해서는 초·중등교육법 제13조에 규정되어 있다.
초·중등교육법
제13조(취학 의무) 

① 모든 국민은 보호하는 자녀 또는 아동이 6세가 된 날이 속하는 해의 다음 해 3월 1일에 그 자녀 또는 아동을 초등학교에 입학시켜야 하고, 초등학교를 졸업할 때까지 다니게 하여야 한다.
② 모든 국민은 제1항에도 불구하고 그가 보호하는 자녀 또는 아동이 5세가 된 날이 속하는 해의 다음 해 또는 7세가 된 날이 속하는 해의 다음 해에 그 자녀 또는 아동을 초등학교에 입학시킬 수 있다. 이 경우에도 그 자녀 또는 아동이 초등학교에 입학한 해의 3월 1일부터 졸업할 때까지 초등학교에 다니게 하여야 한다.

초등학교 취학 연령은 원칙적으로 입학 전년도에 6세가 된 아동이며, 그보다 한 살 먼저 입학하거나 한 살 늦게 입학할 수도 있다.(초·중등교육법 제13조)
일제강점기에 공립 국민학교(공립 초등학교)의 학년 시작일은 4월 1일이었으나, 광복 직후 설치된 미군정청의 학무국이 1945년 9월 24일에 재개교시켰다. 이후 1946년부터 1949년까지는 학년 시작일이 9월 1일이었고, 취학 기준일은 8월 31일이었다. 1949년 말에 교육법이 제정되면서 1950년 6월 1일부터 초등교육에 대한 의무 교육이 실시되었다. 이 법에 따라 학년 시작일이 1950년에 6월 1일로, 1951년에 4월 1일로 당겨졌고, 1962년에는 다시 3월 1일로 당겨졌다. 이에 따라 학년 시작일의 하루 전인 취학 기준일도 함께 당겨졌다.
1962년부터 2008년까지는 2월에 6세가 된 아동이 취학 대상이었기 때문에, 1~2월생은 출생 연도가 1년 빠른 아동들과 함께 입학하였다. 특히 1970년대부터 1990년대까지는 취학 대상보다 1~3개월이 늦은 3~5월생을 편법으로 조기 입학시키는 일까지 성행하였다.
그런데 1990년대 후반부터 학교 내 집단따돌림 현상이 초등학교로까지 확산되면서 2000년대 초에는 이른바 '빠른 ○○년생'인 동급생에 대하여 출생 연도가 늦다는 이유로 괴롭히는 일이 발생하였다. 이 때문에 1~2월생 자녀를 둔 부모들이 학교 생활 부적응을 우려하여 자녀의 취학 시기를 일부러 늦추는 사례가 매년 크게 증가하고 2000년대 중반에는 그러한 경향이 일반화되었다. 결국, 정부는 2006년 12월 29일에 취학 기준일을 2월 말일에서 취학 전년도 12월 31일로 변경하는 내용의 초·중등교육법 개정안을 발의하였고, 국회가 2007년 7월 3일 이를 개정하여 같은 해 8월 3일에 개정 법률이 공포되었다. 2008년 5월 27일에 하위 법령인 초·중등교육법 시행령이 개정되어 2009년 초등학교 입학생부터는 이른바 "빠른 년생"은 원칙적으로 취학 통지 대상에서 제외되었다.

## 지역별 초등학교
- 강원
- 경기
- 경남
- 경북
- 광주
- 대구
- 대전
- 부산
- 서울
- 세종
- 울산
- 인천
- 전남
- 전북
- 제주
- 충남
- 충북

## 같이 보기
- 초등학교
- 대한민국의 교육
- 대한민국의 중학교
- 대한민국의 고등학교
- 대한민국의 대학